# عبد العزيز بخاري
الشيخ عبد العزيز حسين عبد الغني بخاري، (ولد عام 1352هـ في المدينة المنورة - توفي عام 1428هـ)، كان أحد مؤذني المسجد النبوي الشريف بالمدينة المنورة. عين مؤذنا بالحرم النبوي الشريف عام 1370 هـ وكان يبلغ من العمر حينها 18عاما.
ينتمي إلى أحد بيوتات المدينة التي اشتهرت بتخريج المؤذنين أصحاب الأصوات الشجية العذبة والأداء المميز، فأبوه هو الريس حسين عبدالغني بخاري، وأخوه هو الريس عصام حسين بخاري وابنه الشيخ سعود عبدالعزيز بخاري وكلهم ممن تشرفوا برفع الأذان من المسجد النبوي الشريف ويذكر ان تسمية الريس لمؤذني المسجد النبوي الشريف هي لمن اعتلى المنارة الرئيسية في المسجد النبوي الشريف، وكان الريس عبد العزيز بخاري أحد المؤذنين الذين رفعوا الاذان من على المنارات الأربع ومنها الرئيسة فلذلك أطلق عليه مسمى الريس، وقد أذن لأكثر من ستين عاما بالمسجد النبوي الشريف وأصبح ايقونة وعلامة بارزة في تاريخ الاذان بالمسجد النبوي الشريف خصوصا في آخر سنوات حياته حين كان يؤذن لصلاة العصر والمغرب فاصبح صوته ذكرى لا تمحى من عقول أهالي المدينة المنورة. 

## الوفاة
توفي رحمه الله فجر يوم الأربعاء 26 محرم 1428 هـ بالمدينة النبوية ودفن في البقيع.